# Guangxi Guitang Group
Il Gruppo Guitang è un conglomerato di proprietà statale in cui opera la raffineria di zucchero più grande della Cina, con oltre 3800 lavoratori e 14700 ettari di terreno coltivato a canne. Il costo della produzione di zucchero in Guigang è alto poiché la produzione avviene in piccole coltivazione di canna con basso contenuto di zucchero: da questo ne risulta una grande quantità di prodotto di scarto che resta inutilizzato dalle raffinerie di piccola scala, generando un alto livello di emissioni nell'aria, acqua e suolo.

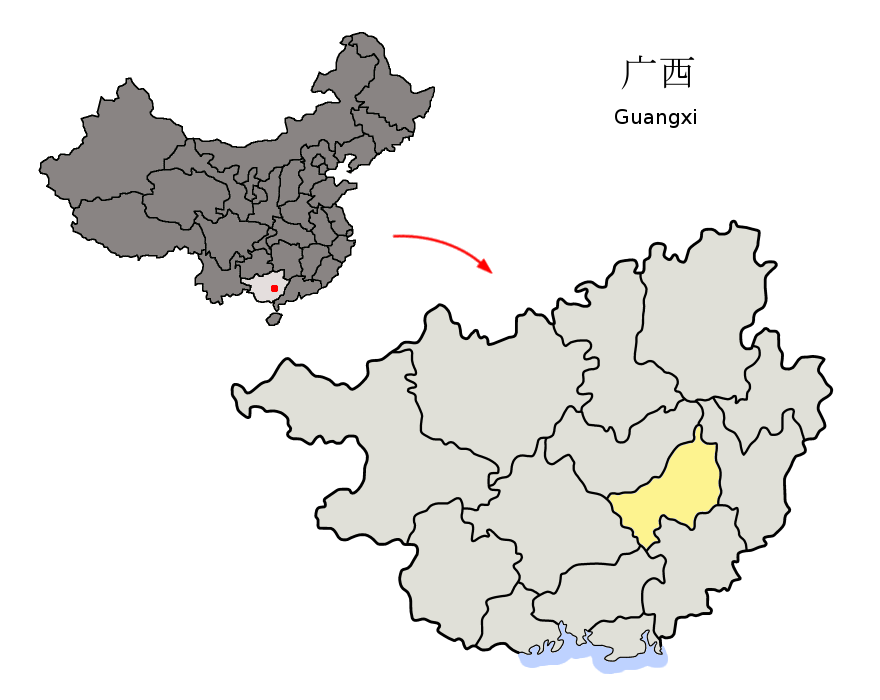
Posizione della Prefettura di Guigang nel Guangxi (Cina)

## Storia del Gruppo Guitang
Il Gruppo Guitang fu stabilito dal Governo Cinese nel 1956, con una raffineria di zucchero connessa a una fabbrica di alcool che utilizza melassa derivante dalla produzione di zucchero. L'impianto originale fu progettato per incrementare il reddito netto ma i problemi di riduzione delle emissioni risultarono presto evidenti.
Guitang ha ampliato la sua superficie per includere tre cartiere che utilizzano la bagassa (residui di fibra provenienti dalla frantumazione e macinazione della canna da zucchero grezza) come materia prima, insieme ad altre strutture per la gestione dei rifiuti. Guitang mantenne una stretta relazione coi coltivatori, vendendo loro fertilizzante, che a sua volta permetteva loro di produrre zucchero in maggiore quantità e qualità. Nel 1997, Guitang è stata acquistata da una società privata, la Shenzhen Huaqiang Holdings Ltd., che si dedica a mantenere Guitang come modello per la simbiosi industriale cinese. Ispirata da Guitang, la città di Guigang intraprese un piano quinquennale per diventare una città eco-industriale e aumentare l'efficienza nella produzione di zucchero, per restare competitiva con gli altri produttori di zucchero nel mercato globale.

## Benefici del parco eco-industriale

### Economici
A differenza di molti altri produttori cinesi di zucchero, il Gruppo Guitang è stato in grado di competere nel mercato globale di zucchero, aumentando i propri guadagni utilizzando i prodotti di scarto.
Il loro impegno alla qualità gli ha garantito nel tempo un'ampia fetta di mercato, permettendo loro di vendere zucchero a tassi da 30% a 35%  maggiori degli altri produttori cinesi.

### Emissioni
Poiché il Gruppo Guitang riutilizza la quasi totalità del prodotto di scarto, è riuscito a eliminare virtualmente le emissioni, ottenendo la capacità di produrre e vendere nuovi prodotti ai consumatori. Inoltre acquistano il derivato delle raffinerie circostanti, aumentando così la propria produzione.

### Comunità
Guitang continua a mantenere una relazione stretta coi coltivatori, vendendo loro fertilizzante, ottenendo in cambio zucchero di canna di alta qualità. In più, l'impegno alla tecnologia e all'industrializzazione attrae giovani lavoratori istruiti a Guanxii che sarebbero altrimenti costretti ad emigrare in altre regioni.

## Progetto e costruzione
Il Gruppo Guitang ha costruito un parco eco-industriale (EIP) con due catene principali: una di carta e una di alcool. Ognuna di queste catene gestisce diversi sottoprodotti. La catena di alcool include una raffineria di zucchero, una fabbrica di alcool e un impianto per fertilizzante. Ogni sottoprodotto di ogni stadio della produzione costituisce l'input dello stadio produttivo successivo.

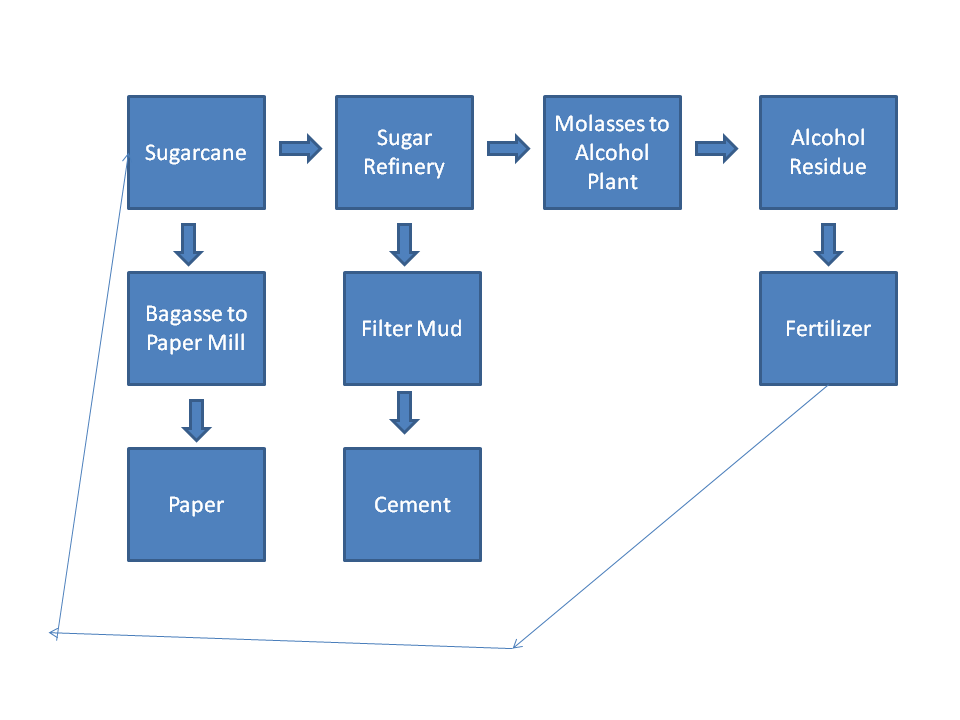
Guitang Material Flow modificato da Qinghua, Zhu, Ernest Loew, et al., et al. "Industrial Symbiosis in China: A case study of the Guitang Group." Journal of Industrial Ecology. 11. (2007): 31-42. Web. 15 Aprile 2013.

La canna da zucchero entra nel mulino per zucchero e viene processata lungo una delle due catene produttive, la catena per zucchero (contenente la raffineria di zucchero originariamente concepita e l'impianto ad alcool) o la catena per carta (contenente la polpa e i mulini per carta). Ogni successiva compagnia utilizza il sottoprodotto delle fasi precedenti come materiale di input secondario. In più, particolare attenzione è data alla riduzione dello scarto residuo. La catena di zucchero termina con la produzione di zucchero, alcool, cemento e fertilizzante come prodotti finali. Nella raffineria di zucchero, la linfa della canna da zucchero rilasciata dalla tritatura e pressatura ad opera del mulino, viene raffinata nel processo di carbonazione che risulta nella produzione di zucchero di qualità maggiore rispetto a quello prodotto tramite il processo di sulfurazione, preferito dalla maggior parte dei produttori cinesi di zucchero (Wei 2004). Wei fa notare che la sulfurazione è preferita dai diretti concorrenti del gruppo GG, in parte poiché il fango residuo nei filtri (uno dei prodotti di scarto del processo di raffinazione) trova facilmente applicazione diretta come fertilizzante. Dall'altro lato però, il fango derivante dal processo di carbonizzazione, può avere effetti molto negativi sul suolo locale, se applicato direttamente sul terreno. Il gruppo GG fornisce il fango dei filtri e paga per il suo costo di trasporto, risparmiando sul fatto di non doverlo smaltire. Il carburante per la fabbrica di cemento è il carbone, il che aggiunge un ulteriore ostacolo alla sostenibilità dell'impianto. I residui della fabbrica d'alcool, melassa che, normalmente, sarebbe rilasciata nell'ambiente, vengono ora utilizzati come input nella produzione di fertilizzante che viene poi riutilizzato nella produzione di canna da zucchero, chiudendo il ciclo. La catena di carta è pilotata dall'input di bagassa, che è il residuo del mulino da zucchero, tolto il midollo. Il 60% della bagassa contiene fibra lunga quanto serve per la creazione di carta. Le fibre corte del midollo sono usate come carburante in un impianto elettrico di cogenerazione. Tempo addietro, GG bruciava la bagassa nella centrale elettrica o lo vendeva agli abitanti come carburante per cucinare e riscaldare. L'operazione di spolpatura che prepara la bagassa per la conversione in carta consegue in una cospicua produzione di prodotti alcalini come scarti. Il gruppo GG ha costruito un impianto per il riciclo dei prodotti alcalini che converte lo scarto della spolpatura (un liquido nero), in un gel bianco che viene utilizzato come input dall'impianto di cemento, che è uno dei principali componenti della catena di zucchero. La polpa viene processata da uno dei tre mulini da carta, dove il principale scarto (un liquido bianco) viene trattato per estrarre la maggior parte di fibre e acqua che vengono poi riciclate nel mulino da carta.

## Stadi dello sviluppo tecnologico
Stadio 1
La nascita della tecnologia di produzione di carta utilizzando bagassa e la produzione di fertilizzante utilizzando il residuo dell'alcool. I principali residui della raffineria di zucchero sono melassa e bagassa. La bagassa residua era utilizzata per produrre artigianalmente carta e tavole di bagassa sin dagli anni '50. La carta igienica cominciò ad essere prodotta dal 100% della bagassa residua a metà degli anni '80. Nei secondi anni '90, si iniziò a produrre carta da ufficio di alta qualità utilizzando una grande porzione di bagassa, migliorando successivamente la qualità della carta tramite una serie di processi. La melassa residua veniva utilizzata per produrre alcool. Nel 2002 la compagnia riuscì a produrre fertilizzante utilizzando il residuo dell'alcool.
Stadio 2
Migliorare la qualità della carta prodotta utilizzando bagassa. Nel 2003 GG poteva produrre carta da cucina di alta qualità utilizzando bagassa in proporzione 70% nella macchina, alla velocità di 1500 metri al minuto. La tecnologia per produrre carta da cucina di alta qualità utilizzando bagassa ad alta proporzione in una macchina ad alta velocità, è diventato il core business dell'azienda. Il Gruppo trova inoltre soluzioni per produrre bagassa riducendo l'inquinamento e i consumi di acqua e composti chimici.
Stadio 3
Introduzione e sviluppo delle tecnologie complementari. Il Gruppo continua la trasformazione tecnologica di cogenerazione di calore ed elettricità, utilizzando il midollo della canna da zucchero al fine di aumentare l'efficienza energetica e diminuire le emissioni di S02 e gas serra. Il gruppo introduce un'avanzata tecnica per il trattamento anaerobico delle acque di scarto che può ridurre il consumo chimico di ossigeno (COD) del 94% e biologico (BOD) del 93%. Un'altra innovazione green di successo è la trasformazione dell'inquinante nel gel bianco generato dagli alkali ottenuti dal prodotto di filtrazione e desulfurazione.

## Abitanti e prodotti
Stabilita nel 1954 dallo stato, diventerà la più grande raffineria di zucchero in Cina. Cominciò come una raffineria di zucchero a sé stante e poi iniziò a impiegare tecniche di simbiosi industriale, e continuò per 40 anni ad utilizzare i prodotti di scarto della produzione dello zucchero. Successivamente, creò connessioni coi fornitori locali di canna da zucchero e col governo. Il Gruppo Guitang mantenne fortemente le sue strette relazioni coi coltivatori, principali fornitori di canna da zucchero, stazionati nei dintorni della città di Guitang. Nel 2003 la Shenzhen Huaqiang Holdings Limited, un'azienda cinese privata, acquisisce la totalità delle aziende del Gruppo Guitang. L'intero gruppo, nel 2003 consiste di 3800 persone e opera su 14700 ettari di terreno È composto da una fabbrica di zucchero, una fabbrica d'alcool, un impianto per carbonato di calcio, un cementificio, una centrale elettrica e diverse altre unità affiliate. I prodotti diversi dallo zucchero, costituiscono il 40% del ricavo totale e quasi tanto quanto le tasse pagate sui guadagni.  Nonostante la natura altamente inquinante delle industrie associate al gruppo, le strategie impiegate dal gruppo hanno permesso di raggiungere tutti gli obiettivi riguardanti la riduzione di emissioni.
| Product     | Total Output (tons) |
| ----------- | ------------------- |
| White Sugar | 150,000             |
| Raw Sugar   | 300,000             |
| Pulp        | 150,000             |
| Paper       | 200,000             |
| Alcohol     | 10,000              |
| Cement      | 330,000             |
| Fertilizer  | 30,000              |
| Alkali      | 35,000              |

(figure above from)
Ci sono due principali catene nel processo: alcool e carta. La produzione di tutti i prodotti si basa fortemente sull'utilizzo di altri prodotti di scarto. Il fertilizzante prodotto dal Gruppo viene rivenduto ai coltivatori che forniscono in cambio canna da zucchero. Il Gruppo produce lo zucchero di miglior qualità in Cina, secondo un punteggio dato da colore, contenuti di zolfo e impurità e per questo detiene una grande fetta del mercato. Nel 2000 il prezzo dello zucchero del Gruppo era in media da 30% a 35% più alto rispetto agli altri produttori, grazie alla sua alta qualità.

## Considerazioni ambientali
Siccome il GG produce più del 50% dello zucchero cinese, le scelte produttive hanno grande influenza sulla regione. Prima del 2000 le raffinerie di zucchero producevano 300000 tonnellate di melassa e 200000 tonnellate di bagassa come scarti. Ora che il GG ha aggiunto nuovi mercati, questi scarti sono usati come materiali. Ora che questi prodotti sono diventati utili, il collo di bottiglia nella produzione si è allentato. Negli anni recenti, il Gruppo Guitang si è espanso e ha fatto sforzi per ottenere nuovi mercati per i propri prodotti, zucchero e carta così come per ridurre l'inquinamento e le emissioni. Prima che la produzione di cemento fosse aggiunta al gruppo, il terreno veniva danneggiato dalla raffineria di zucchero. Il fango dei filtri è un sottoprodotto del processo di raffinazione dello zucchero ed era originariamente utilizzato come fertilizzante nonostante il danno causato al terreno. Ora invece il fango dei filtri viene utilizzato per la produzione di cemento e i residui della fabbrica di alcool (melassa) vengono utilizzati per creare composti fertilizzanti.
Il GG ottenne il certificato ISO9001 nel 1998. Questo certificato viene rilasciato da un'organizzazione terza che verifica la gestione del processo di controllo della qualità. Dopo il 2000 la SEPA cinese, iniziò a promuovere il GG per la i suoi grandi risultati economici uniti ad un utilizzo responsabile delle risorse e dell'ambiente.

## Sviluppi futuri
Le vecchie tecnologie e macchinari utilizzati dal GG insieme ai coltivatori portava ad una produzione minore unita ad un impatto ambientale maggiore. Tuttavia, siccome maggiori guadagni arrivano nell'area, le tecnologie moderne arrivano con essi. Finché scorte di canna da zucchero arriveranno in input al processo, il GG continuerà ad essere un'importante industria regionale sostenibile.